# ORP Piorun (1990)
Pour les articles homonymes, voir ORP Piorun (homonymie).
L'ORP Piorun est un navire d'attaque rapide de classe Orkan. Ses navires jumeaux sont les ORP Orkan et ORP Grom.
Le projet original a été préparé par la République démocratique allemande pour sa marine, et a été nommé Projet 660 (« classe Sassnitz » en code OTAN). Après la réunification allemande, les coques inachevées ont été achetées par la marine polonaise au chantier naval Peene-Werft à Wolgast et achevées avec succès aux chantiers navals de Gdańsk.
Après son achèvement en 1994, le navire a été incorporé dans la 31e Escadrille de navires lance-missiles, 3e Flottille.